# En rød løber for Asta Nielsen
En rød løber for Asta Nielsen er en dansk portrætfilm fra 2016 instrueret af Eva Tind.

## Handling
Filmen er forfatteren og kunstneren Eva Tinds personlige dokumentarfilm om stumfilmstjernen Asta Nielsen. I filmen følger Eva i fodsporene på Danmarks første verdensstjerne drevet af en undren over, hvorfor Asta Nielsen, der i datiden var lige så stor som Charles Chaplin, ikke har efterladt sig et mere markant eftermæle i nutiden. Steder, personer, udvalgte stumfilmklip og fotos skaber en kollektiv dokumentarisk fortælling med omdrejningspunkt i Asta Nielsen, der åbner en dør til hendes liv og univers i nutiden i et forsøg på at gribe hende, før hun glider ud i glemslen.

## Medvirkende
- Bodil Jørgensen
- Marijana Jankovic
- Marguerite Engberg
- Torben Skjødt Jensen
- Poul Malmkjær